# Golden Resources Mall
Le Golden Resources Mall est un centre commercial de Pékin, en République populaire de Chine. Ouvert en 2004, il compte plus de mille commerces.